# Isopogon uncinatus
Isopogon uncinatus (лат.) — кустарник, вид рода Изопогон (Isopogon) семейства Протейные (Proteaceae), эндемик небольшого региона в окрестностя Албани в Западной Австралии. Небольшой кустарник с очень короткими стеблями, листьями линейной или яйцевидной формы и шаровидными цветочными головками желтоватых цветков. Это самый редкий изопогон, который считался вымершим, пока не был вновь открыт в 1980-х годах.

## Ботаническое описание
Isopogon uncinatus — раскидистый куст, который обычно вырастает до 30-50 см в ширину и имеет очень короткие, густо опушённые коричневатые веточки. Листья имеют линейную или яйцевидную форму с более узким концом к основанию, 80-320 мм в длину и 3-9 мм в ширину, обычно с крючковатым кончиком, особенно в молодом возрасте. Цветки расположены в сидячих сферических соцветиях — цветочных головках — диаметром 25-30 мм, окружённых гроздьями листьев у основания растения. Цветки до 25 мм в длину, желтоватые, гладкие у основания, но густо шелковисто-опушённые у кончика. Цветёт в октябре. Плод представляет собой опушённый орех, сросшийся с другими в более или менее сферическую плодовую головку до 12 мм в диаметре.

## Таксономия
Isopogon uncinatus был впервые официально описан в 1830 году ботаником Робертом Броуном в Дополнении к его Prodromus Florae Novae Hollandiae et Insulae Van Diemen на основе материалов, собранных английским садовником и коллекционером растений Уильямом Бакстером в проливе Кинг-Джордж. Видовой эпитет — от латинского, означающеего «крючковатый».

## Распространение и местообитание
Эндемик Западной Австралии. Растёт в низкорослых зарослях ярры в низинных болотах и на склонах холмов недалеко от Албани, где он известен только по девяти небольшим популяциям.

## Охранный статус
Это самый редкий изопогон, который считался вымершим до тех пор, пока не был вновь открыт в 1980-х годах. Вид внесён в список «находящихся под угрозой исчезновения» в соответствии с Законом правительства Австралии об охране окружающей среды и сохранении биоразнообразия 1999 года и как «находящаяся под угрозой исчезновения» Департаментом окружающей среды и охраны природы (Западная Австралия). Основными угрозами для вида являются болезни, вызываемые патогенным грибком Phytophthora cinnamomi, несоответствующие режимы пожаров и засуха. Международный союз охраны природы классифицирует природоохранный статус вида как «находящийся на грани полного исчезновения».